# Luis García Tevenet
Luis García Tevenet , (Sevilla, 8 mei 1974) is een voormalige Spaanse voetballer en trainer.

## Carrière
Geboren in Sevilla, Andalusië, werd deze aanvaller een product van de jeugdopleiding van Sevilla FC. Tevenet startte tijdens het seizoen 1992-1993 zijn professionele carrière bij de B-ploeg, Sevilla Atlético, een ploeg uit de Segunda División B. Hij zou zijn intrede in de eerste ploeg maken en dus ook in de Primera División op 2 januari 1994, wanneer hij 29 minuten speelde tijdens de 1–0 gewonnen thuiswedstrijd tegen Real Sociedad. Hij zou echter nooit verder komen dat een reservestatuut.
Tevenet zou zijn opleiding als voetballer beëindigen op drieëntwintigjarige leeftijd op het ogenblik dat hij zich aansloot bij Atlético Madrid B. Ook daar zou hij tijdens het seizoen 1998-1999 vijfmaal opdraven bij het eerste elftal, maar steeds als reservespeler.
Vanaf dan speelde hij twee seizoenen voor UD Las Palmas, een ploeg uit de Primera División (met een uitleen naar zijn gewezen club uit Sevilla in de Segunda División A). Hij startte er negen keer aan het begin van de wedstrijd en maakte vijf doelpunten gedurende achtentwintig optredens. Dit voldeed niet, want de ploeg verloor haar plaats uit de hoogste Spaanse divisie.
Nadien speelde Tevenet vooral voor ploegen uit de Segunda División A en Segunda División B en dit gebeurde achtereenvolgens voor Polideportivo Ejido, Algeciras CF, CD Numancia (met een korte terugkeer naar het hoogste niveau tijdens het seizoen 2004–2005) en UE Lleida. Tijdens het seizoen 2007–2008 werd hij lid van Orihuela CF, waar hij na anderhalf seizoen zijn carrière als trainer begon.

## Trainer
Op het einde van maart 2010 keerde hij terug naar Sevilla FC, nadat zijn gewezen ploegmaat uit Sevilla, Manolo Jiménez ontslagen was als coach. Tevenet werd er hulptrainer onder Antonio Álvarez. Nadat deze in september 2010 op zijn beurt ontslagen was, verliet ook hij de ploeg.
Tijdens het seizoen 2012-2013 vond hij onderdak bij UCAM Murcia CF. Deze ploeg kreeg een plaats in de Segunda División B, na de administratieve degradatie van Orihuela CF. Het team bereikte bija de redding, maar na de laatste speeldag kwam de ploeg net tekort en werd de degradatie een feit.
Toen einde juni 2013 José Miguel Campos Rodriguez er niet in geslaagd was om bij FC Cartagena de eindronde naar een goed einde te brengen en het hem aldus niet lukte de terugweg naar het tweede niveau van het Spaanse voetbal te bewerkstelligen, werd zijn contract niet verlengd en werd hij vervangen door Tevenet voor het seizoen 2013-2014. Na overwinningen tegen reeksgenoten CD Guadalajara, SD Huesca, en CD Tudelano werd het eerste succes behaald met de historische plaatsing voor de vierde ronde van de Copa del Rey. De loting duidde FC Barcelona aan als tegenstrever, waarna de club na twee wedstrijden logischerwijze uitgeschakeld werd. Op het einde van het reguliere seizoen werd beslag gelegd op de derde plaats, die recht gaf voor deelname aan de playoffs. Net als vorig jaar werd voor de eerste ronde een ploeg uit Asturië geloot, Real Avilés Club de Fútbol. Ook deze keer was de uitschakeling het resultaat. Ondanks het feit dat hij in mei een voorstel tot contractsverlenging kreeg, kwamen beide partijen niet tot een akkoorde en werd hij voor het seizoen 2013-2014 vervangen door Julio César Ribas.
Voor het seizoen 2014-2015 vond hij onderdak bij reeksgenoot SD Huesca. Na de reguliere competitie werd hij kampioen van de reeks en kon de ploeg de promotie naar de Segunda División A afdwingen. Dankzij deze prestatie werd zijn contract verlengd met een seizoen en was hij vanaf 2015-2016 actief in de Segunda División A. Na een thuisnederlaag tegen Real Oviedo en een uitnederlaag bij medestijger UE Llagostera werd Tevenet na de vijftiende wedstrijd van de competitie ontslagen. De ploeg stond toen op een zeventiende plaats, de laatste plaats die op het einde van het seizoen het behoud zou betekenen.. De ploeg zou uiteindelijk op de twaalfde plaats eindigen en zich redden.
Voor het seizoen 2016-2017 tekende hij bij Hércules CF, een ploeg uit de Segunda División B.  Na de achtentwintigste speeldag werd hij ontslagen na een 1-1 gelijkspel tegen CE L'Hospitalet, waardoor de ploeg op een vijfde plaats belandde op vijf punten van de play-off.
Hij keerde voor het seizoen 2017-2018 terug naar zijn geboortestad door te tekenen bij Sevilla Atlético, een ploeg uit de Segunda División A en de B-ploeg van Sevilla FC.  De ploeg zou echter laatste eindigen en degraderen.
Vanaf seizoen 2018-2019 trainde hij het filiaat van Levante UD, een ploeg uit de Segunda División B.  De ploeg haalde een mooie elfde plaats in de eindrangschikking.  Ook tijdens seizoen 2019-2020 werd met een twaalfde plaats een vergelijkbaar resultaat behaald.  Het seizoen 2020-2021 verliep het echter moeilijker, waardoor hij op 15 december2020 ontslagen werd.
Voor het seizoen 2021-2022 kwam hij terecht bij Atlético Madrid B.